# Lebrecht Wilhelm Schulz

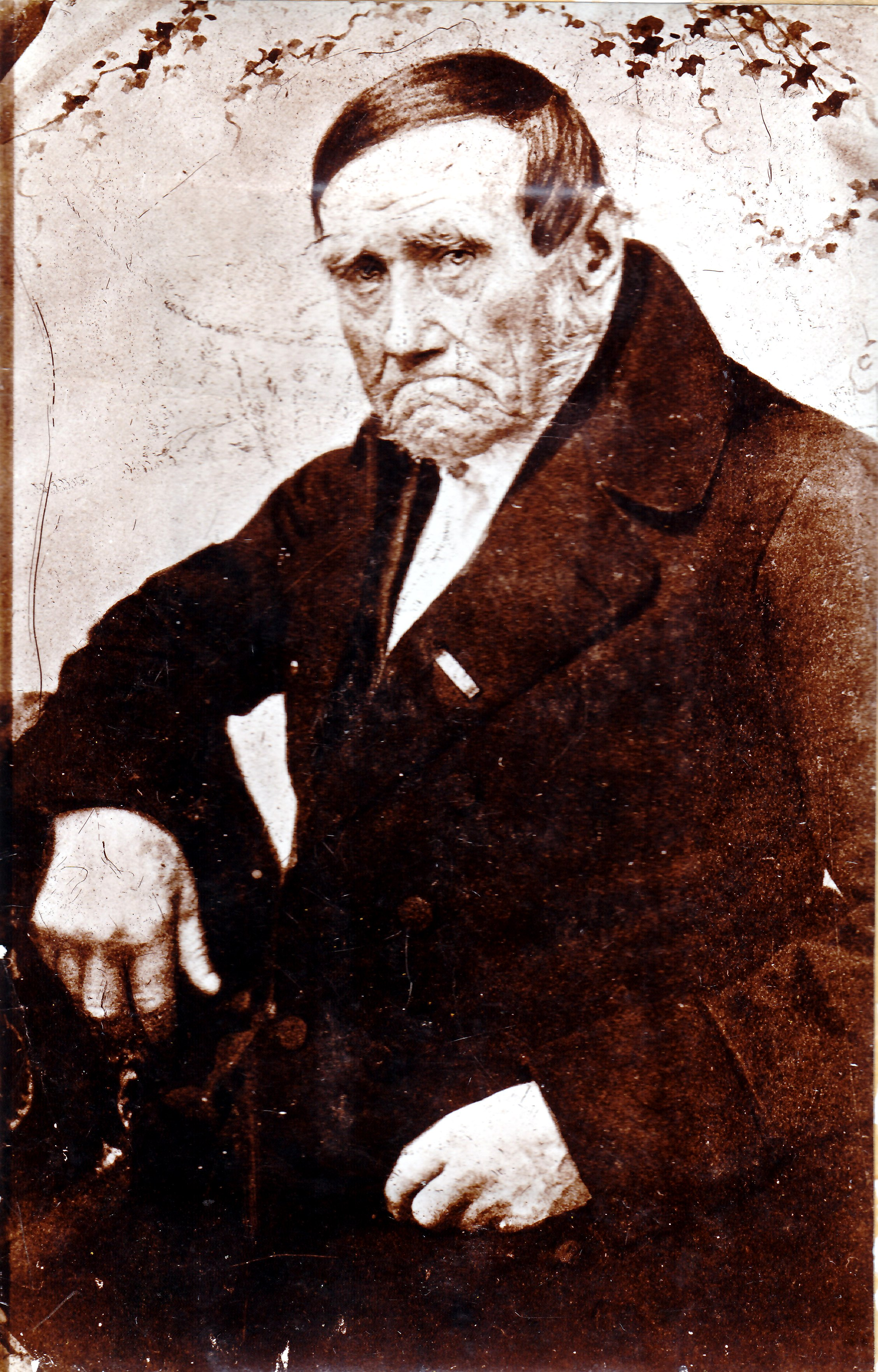
Lebrecht Wilhelm Schulz (Foto um 1850)

Johann Lebrecht Wilhelm Schulz (* 8. Juni 1774 in Meiningen; † 1. September 1863 ebenda) war ein deutscher Elfenbein- und Hirschhornschnitzer. Seine Arbeiten umfassen Kelche, Kannen, Hirschhorn-Tabakpfeifen, Elfenbeinpokale und -becher, Leuchter und Hostienbüchsen.

## Leben und Familie

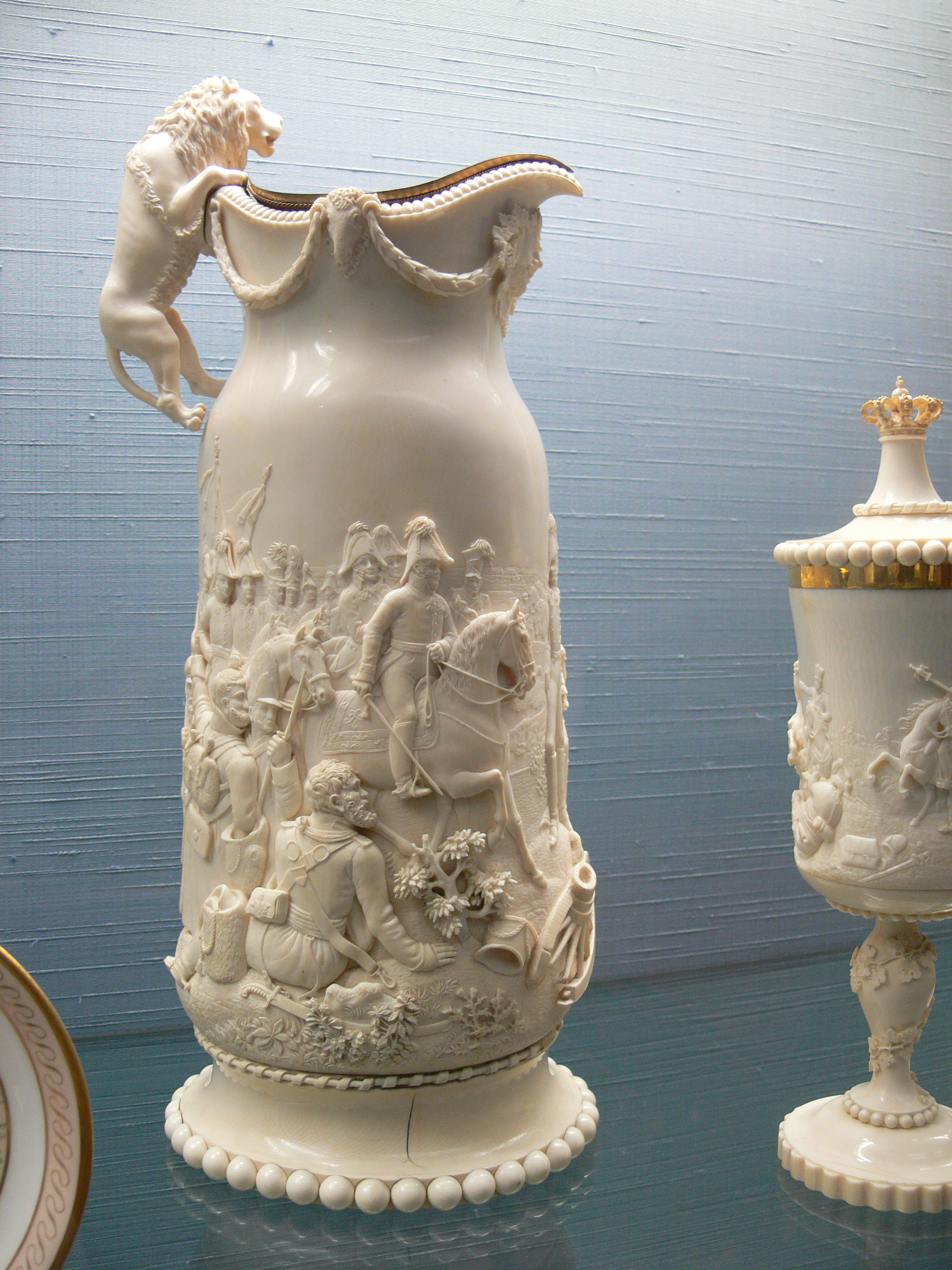
Prunkkanne mit Szenen aus den Befreiungskriegen (Fürst Schwarzenberg bringt den verbündeten Monarchen die Nachricht vom Sieg über Napoleon bei Leipzig am 19. Oktober 1813), 1842, Kunstgewerbemuseum Berlin, Inv. Nr. Hz 1294

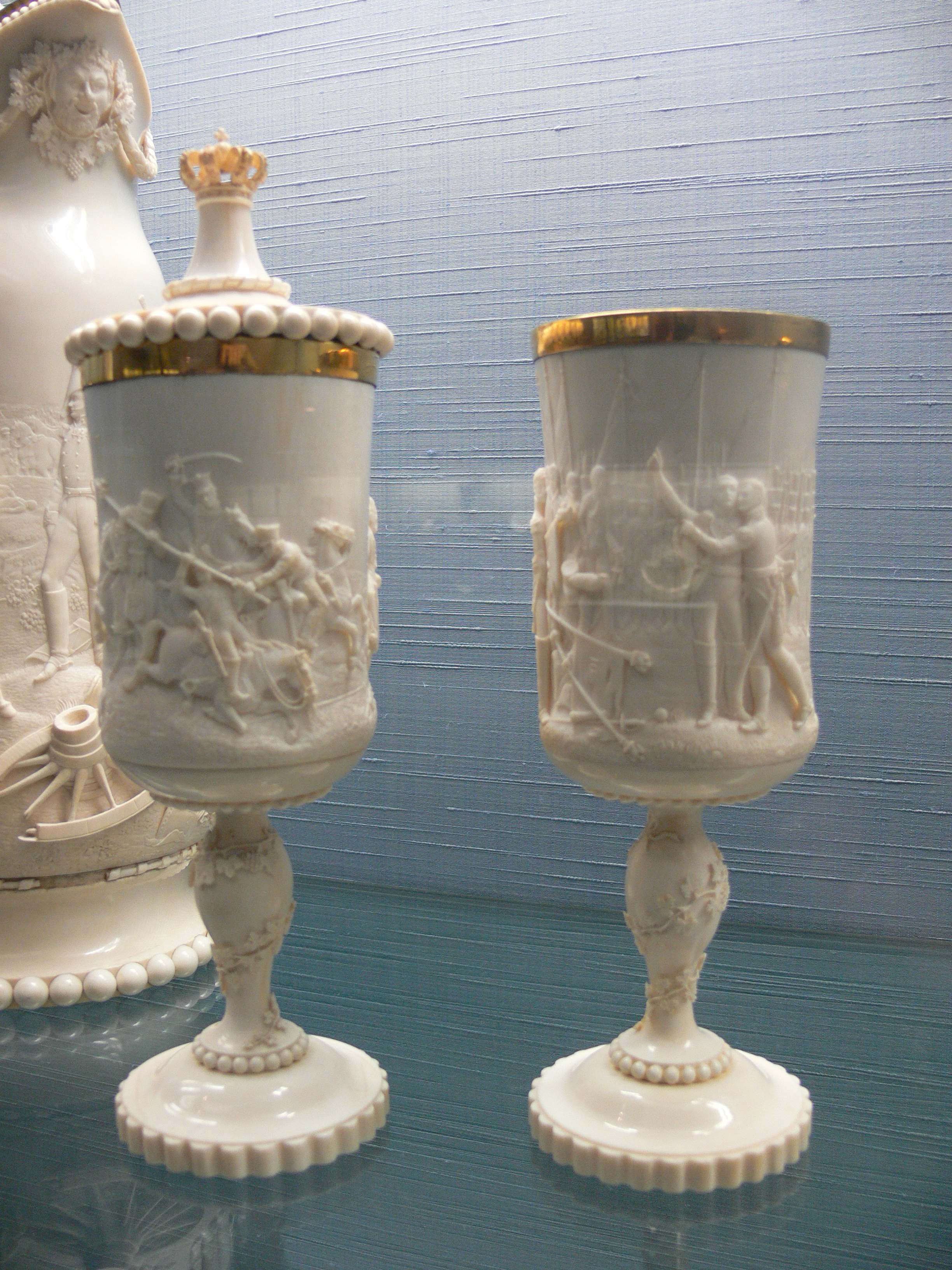
Zwei Pokale mit Szenen aus den Befreiungskriegen, 1842, Kunstgewerbemuseum Berlin, Inv. Nr. Hz 1295

Lebrecht Wilhelm Schulz wurde 1774 in Meiningen als Sohn des Hofkutschers Johann Schulz geboren. Sein Vater verunglückte bei einem Löscheinsatz (Brand der Schlossmühle am 19. Oktober 1817) mit der Kutsche tödlich.
Lebrecht Wilhelm Schulz war in erster Ehe seit dem 28. März 1798 (Meiningen) verheiratet mit Eva Maria Minor. Sie hatten Zwillingssöhne und vier Töchter. Seine erste Frau starb am 25. September 1829. Er heiratete erneut am 11. August 1830 in Meiningen Dorothea Minor, eine Schwester seiner ersten Frau. Sie starb am 12. Januar 1842 kinderlos.
Herzog Georg I. verlieh Schulz 1798 das Prädikat eines „Hofkunstdrechslers“. Im Jahr 1832 erhielt er in Berlin die große silberne Preismedaille, wurde von der Königlichen Akademie zum Mitglied ernannt und mit dem Professorentitel ausgezeichnet.
Als 1835 die erste städtische Verfassung ins Leben gerufen wurde, wurde Schulz durch das Vertrauen seiner Mitbürger zum Stadtverordneten gewählt und hat als solcher mehrere Jahre gewirkt. Herzog Bernhard II. ehrte den heimischen Künstler im Jahr 1836 mit der Verleihung der silbernen Verdienstmedaille des Herzoglichen Ernestinischen Hausordens.
Lebrecht Wilhelm Schulz starb nahezu 90-jährig am 1. September 1863.
Seine beiden Söhne Joseph (* 14. März 1801, † 21. Januar 1867) und Wilhelm (* 14. März 1801, † 4. Oktober 1875) waren ebenfalls Elfenbeinschnitzer. Sie unterstützten ihren Vater bei der Arbeit und führten die Werkstatt nach seinem Tod weiter.

## Werke
In seiner Jugend wurde Schulz zum Kunstdrechsler ausgebildet. Als Material für seine Schnitz- und Drechselarbeiten verwendete er vornehmlich Elfenbein und Hirschhorn. Er fertigte u. a. Stockgriffe, Tabakpfeifen, Leuchter, Pokale, Kelche, Kannen, Hostienbüchsen.
Franz Kugler schreibt über ihn:

„Nr. 495 – Eine namhafte Anzahl von Elfenbeinarbeiten ist von Lebrecht Wilhelm Schulz (geb. 1774) zu Meiningen zum Theil in den jüngstverflossenen Jahren, gefertigt und zeigt eine ausdauernde Sorgfalt, eine Feinheit der Behandlung, welche ihnen für die heutige Zeit, bei veränderter Richtung des Geschmackes, einen eigenthümlichen Werth geben dürfte. Neben einigen mehr untergeordneten Gegenständen, - Leuchter, einer großen Tabackspfeife u. dergl. – die mit mannigfachen Reliefdarstellungen geschmückt sind, der Hauptmasse nach jedoch aus Hirschhorn bestehen, sind zunächst drei Becher von Elfenbein anzuführen, deren Aeußeres mit reichen Reliefs, Jagdscenen darstellend (zwei derselben nach Compositionen von Ridinger) , umgeben ist. ….“

Anfangs wählte Schulz also einige seiner Motive nach Kupferstichen des Tierzeichners Johann Elias Ridinger. 1814 übersandte er dem Grafen Blücher von Wahlstatt aus reinem Patriotismus eine von ihm geschnitzte Tabakpfeife aus Hirschhorn, auf der die Schlacht an der Katzbach vom 26. August 1813 dargestellt war, wofür sich Blücher am 11. August 1814 mit einem Brief aus Berlin bedanke. Auch für den britischen Feldherrn und Staatsmann Wellington fertigte er ebenfalls eine derartige Tabakpfeife.
In einem Artikel in der Meininger Zeitung aus den 1920er Jahren steht hierzu:

„…da die großen ehrenvollen Aufträge nicht allzu häufig waren, schnitzte Schulz auch viele Pfeifenköpfe aus Hirschhorn mit Jagd- und Tierszenen, ja ganze Pfeifen aus Hirschhorn in großer Vollkommenheit. Schulz war ein begeisterter Patriot. 1814 bezeugte er dem greisen Feldmarschall Blücher seine Verehrung dadurch, dass er ihm eine Tabakpfeife schnitzte. Der Kopf zeigte die Schlacht an der Katzbach, als Hauptfigur den Marschall  selbst, wie er die Verfolgung des Feindes leitet, vor ihm und seitwärts sein Husaren-Regiment. Alle Gestalten heben sich weiß, fein poliert von dem dunkelbraun gebeizten Grunde ab. Oben am Rand stand: „Den 26.August 1813“. Der silberne Beschlag stellte einen Helm dar. Am Rohr waren die Brustbilder von Friedrich dem Großen und König Friedrich Wilhelm III angebracht. …“

Bedeutender sind Lebrecht Wilhelm Schulz spätere Arbeiten, die große Sorgfalt und Feinheit zeigen und damit seinen Werken einen typischen Charakter verliehen. Einer der Elfenbein-Pokale zeigt den zu Wagen von der Jagd heimkehrenden Großherzog Karl August von Sachsen-Weimar. Diesen Pokal kaufte der König von Preußen Friedrich Wilhelm III. für 80 Friedrichs d’or. Ein ähnlich gestalteter Elfenbein-Becher ging in den Besitz der englischen Königin Adelheid über, die eine Meininger Prinzessin war.
Unterstützt von seinen Zwillingssöhnen fertigte Schulz später nach Holzschnitten von Albrecht Dürer aus dessen Großer Passion mehrere Abendmahlbecher aus Elfenbein (Passion Christi und Leben der Maria).
Auf seinen Hostienbüchsen bzw. Kelchen finden sich folgende Motive aus der Leidensgeschichte Christi, vom Abendmahl bis zur Auferstehung:
- Flucht aus Ägypten
- Einsegnung des Abendmahls und Christus am Ölberg mit den schlafenden Jüngern (unten am Fuß des Kelches befindet sich das Reliefbildnis des Künstlers)
- Gefangennahme Christi und die Überantwortung des Heilandes an Pilatus
- Jesus am Weg nach Golgatha übergibt sein Kreuz an Simon
- Auf einer Kanne befindet sich auf der einen Seite Christus am Kreuz, auf der anderen die Auferstehung des Heilandes. Auf dem Deckel befindet sich Jesus sitzend wie ihm ein Jude mit höhnischer Mine das Schilfrohr überreicht.

Weitere Arbeiten (meist Ehrenpokale) haben Darstellungen
- der Völkerschlacht bei Leipzig vom 19. Oktober 1813 (Sieg über Napoleon) mit 23 Porträts damaliger Feldherren (Fertigstellung 1842)
- der Schlacht bei Kulm und Gefangennahme des französischen Generals Vandamme
- der Schlacht bei Möckern
- der Schlacht bei Waterloo am 18. Juni 1815 mit Umarmung von Blücher und Wellington

Arbeiten von Lebrecht Wilhelm Schulz sind sowohl im Kunstgewerbemuseum Berlin als auch im Deutschen Elfenbeinmuseum Erbach zu sehen.